# Dichoropetalum seseloides
Dichoropetalum seseloides är en växtart i släktet Dichoropetalum och familjen flockblommiga växter.
Arten är en perenn ört som förekommer i norra och östra Turkiet, i Kaukasus och nordvästra Iran. Den beskrevs först som Ferula seseloides av Carl Anton von Meyer 1831, och fick sitt nu gällande namn av Michail Pimenov och Jevgenij Kljujkov 2007.